# Краса і сила (журнал)
Краса і сила (рос. Красота и сила). 1913. Журнал. Головний редактор і видавець В. Крамаренко. Це періодичне видання, засноване київським та одеським футбольними товариствами, висвітлювало спортивні події — передусім Києва та Одеси, а також усієї Російської імперії. У серпні 1913 року часопис де-факто був органом І Всеросійської Олімпіади, головні змагання якої відбулися на стадіоні «Старт».
Часопис відновлений українською мовою 1997 року як «Краса і сила». У числі автури — Алла Голець, Василь Драга, Віталій та Володимир Клички, Валентин Щербачов (Київ), Володимир Невмитий, Майя Жакова (Одеса) etc.